# 氟苯
氟苯是有机化合物，分子式为C6H5F，通常简写为PhF。这种物质是苯的衍生物，氟原子与苯环直接相连。其熔點為-44℃，低於苯，這是由於氟取代基破壞苯環的對稱性，使分子無法如未取代的苯一般良好堆疊而結晶。相比之下，其沸点只与苯相差4℃。

## 制备
在实验室中，氟苯通常由氟硼酸芳香重氮盐加热分解制备。
PhN2BF4  →  PhF  +  BF3   +  N2
使用火焰加热氟硼酸芳香重氮盐，例如PhN2BF4，反应生成两种挥发性物质：三氟化硼和氟苯，因为沸点不同可以被较容易分离。
氟苯在1886年由波恩大学O.瓦拉赫（O. Wallach）首次报道，他以重氮盐为起始原料，通过两步反应制备了氟苯。氯化重氮苯先被转化成它的哌啶盐，然后用氢氟酸使它分解。
[PhN2]Cl  +  2 C5H10NH  →  PhN=N-NC5H10  +  [C5H10NH2]Cl
PhN=N-NC5H10  +  2 HF  →  PhF  +  N2  +  [C5H10NH2]F
一个有趣的历史事实: 在瓦拉赫时代，氟元素的符号是“Fl”。因此，它的论文副标题是“Fluorbenzol, C6H5Fl”。
这种合成是通过环戊二烯与二氟卡宾的反应实现的。先进行三元环的扩大，随后消除氟化氢。

## 反应
氟苯是一种相对惰性的化合物，因为C–F键很强。氟苯对于高活性的物质是一种有用的溶剂，但一种金属配合物已经制得。

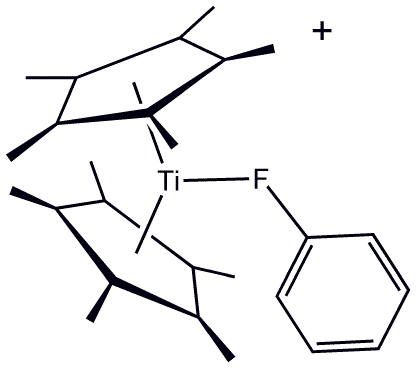
[(C_{5}Me_{5})_{2}Ti(FC_{6}H_{5})]^{+}的结构——一种氟苯的配合物。

氟苯继续氟化主要产物为1,2-二氟苯。